# Schistoneurus pectinata
Schistoneurus pectinata är en tvåvingeart som först beskrevs av Ephraim Porter Felt 1907.  Schistoneurus pectinata ingår i släktet Schistoneurus och familjen gallmyggor.
Artens utbredningsområde är New York. Inga underarter finns listade i Catalogue of Life.